# مرادخانلی (ایمیشلی)
مرادخانلی (به ترکی آذربایجانی: Muradxanlı) یک منطقه مسکونی در جمهوری آذربایجان است که در شهرستان ایمیشلی واقع شده است. مرادخانلی ۲۸۳۰ نفر جمعیت دارد.